# مسابقات جهانی دو و میدانی ۲۰۰۷

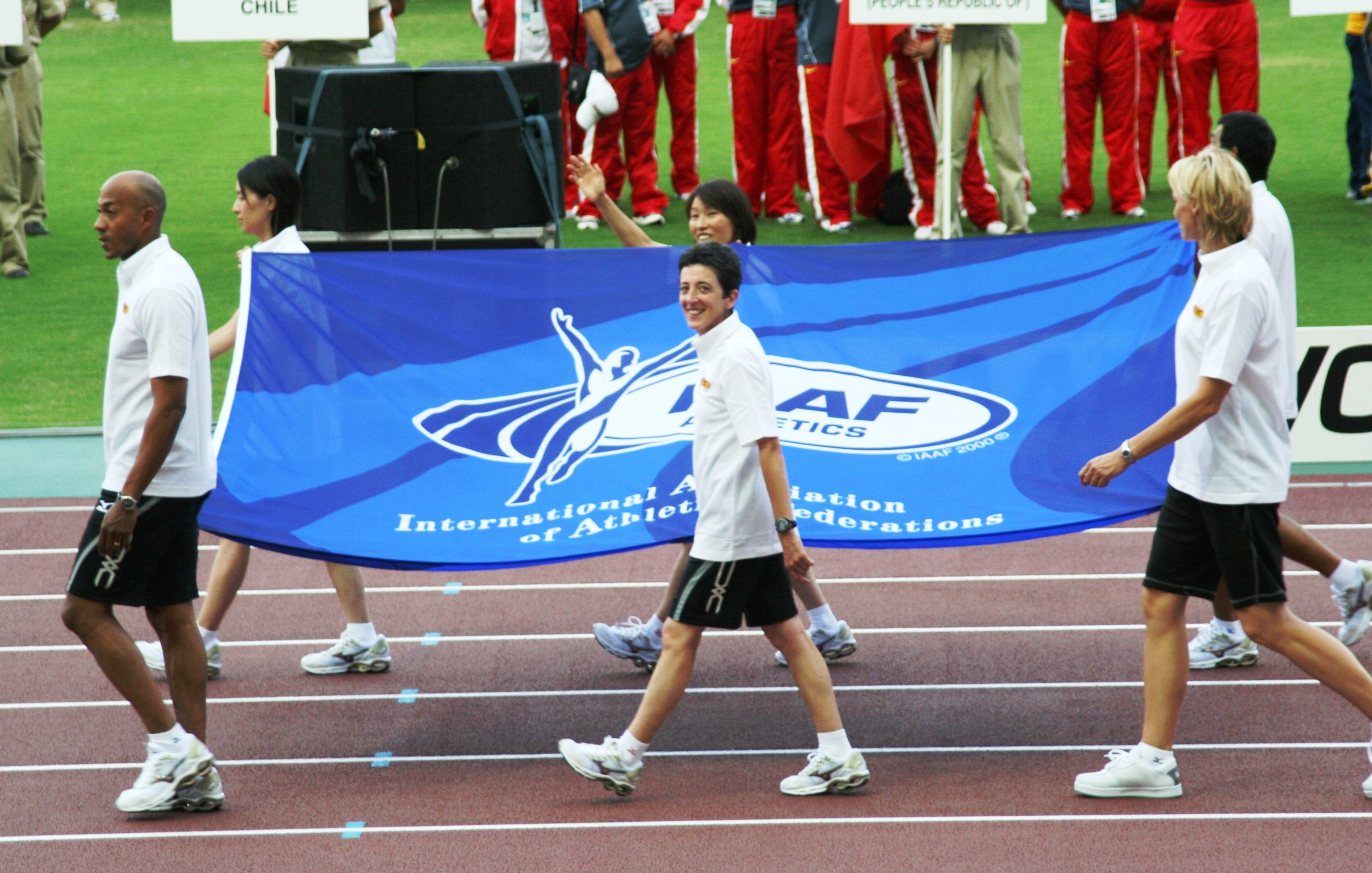
مراسم افتتاحیه

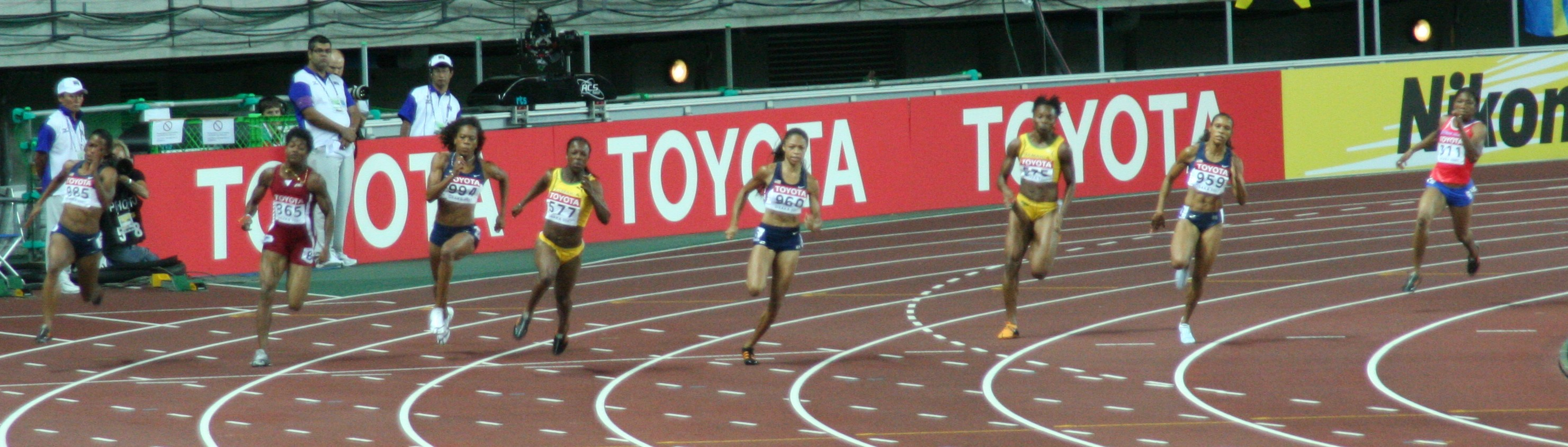
فینال دوی ۲۰۰ متر زنان

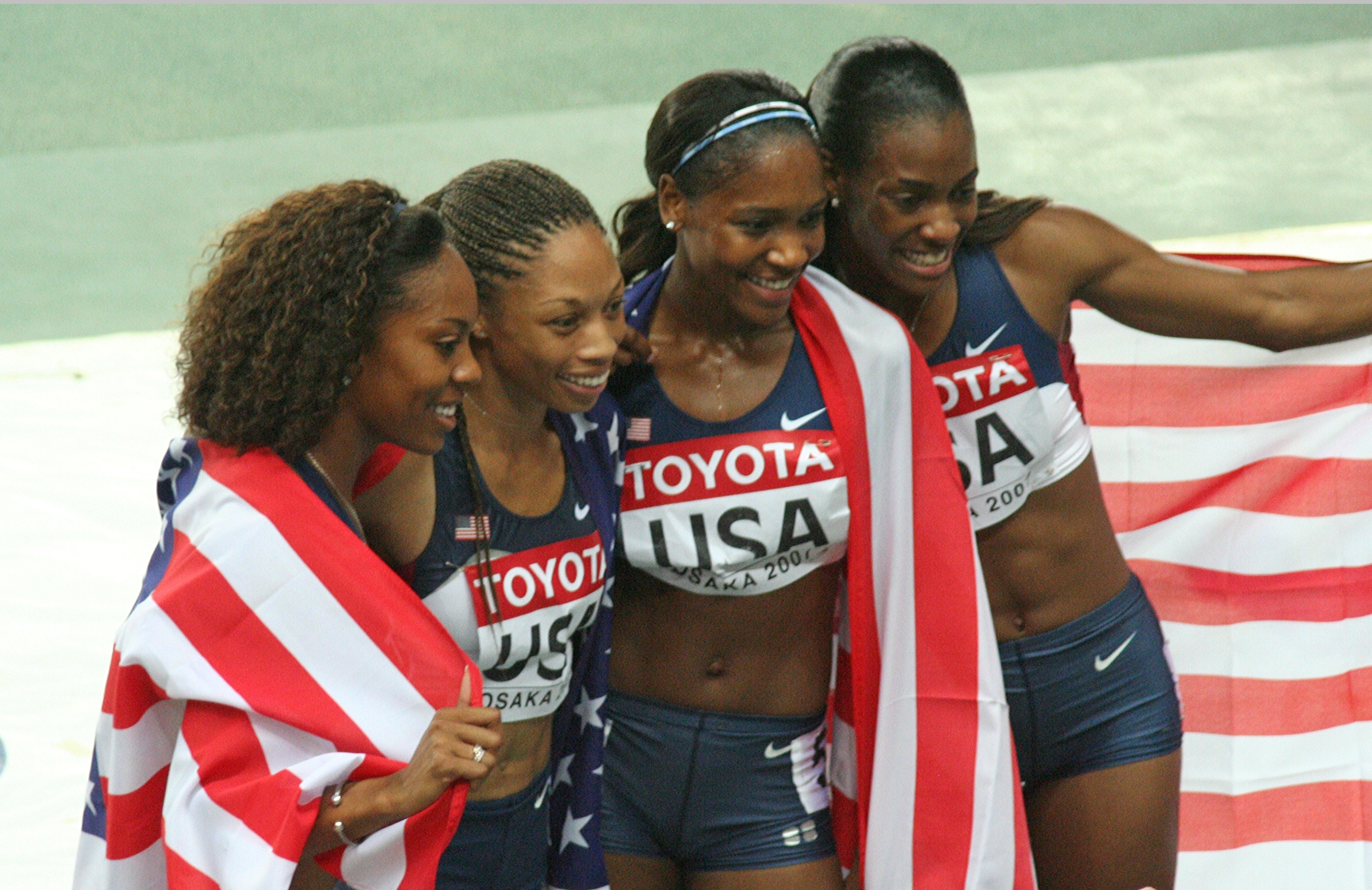
تیم ۴x۴۰۰ متر امدادی زنان ایالات متحده آمریکا

مسابقات جهانی دو و میدانی ۲۰۰۷ (به انگلیسی: 2007 World Championships in Athletics) یازدهمین دوره مسابقات جهانی دو و میدانی بوده‌است که در شهر اوساکا، ژاپن زیر نظر اتحادیه بین‌المللی فدراسیون‌های دو و میدانی برگزار شده است.
این مسابقات از ۲۴ اوت تا ۲ سپتامبر ۲۰۰۷ با حضور ۱٬۹۷۸ ورزشکار از ۲۰۰ کشور جهان انجام شده است.

## رشته‌های ورزشی
- ۱۰۰ متر
- ۲۰۰ متر
- ۴۰۰ متر
- ۸۰۰ متر
- ۱٬۵۰۰ متر
- ۵٬۰۰۰ متر
- ۱۰٬۰۰۰ متر
- ماراتون
- ۱۱۰ متر با مانع
- ۴۰۰ متر با مانع
- ۳٬۰۰۰ متر با مانع
- دو ۲۰ کیلومتر
- دو ۵۰ کیلومتر
- ۴x۱۰۰ متر امدادی
- ۴x۴۰۰ متر امدادی
- پرش ارتفاع
- پرش با نیزه
- پرش طول
- پرش سه‌گام
- پرتاب وزنه
- پرتاب دیسک
- پرتاب چکش
- پرتاب نیزه
- دهگانه

## مدال‌ها بر پایه کشور

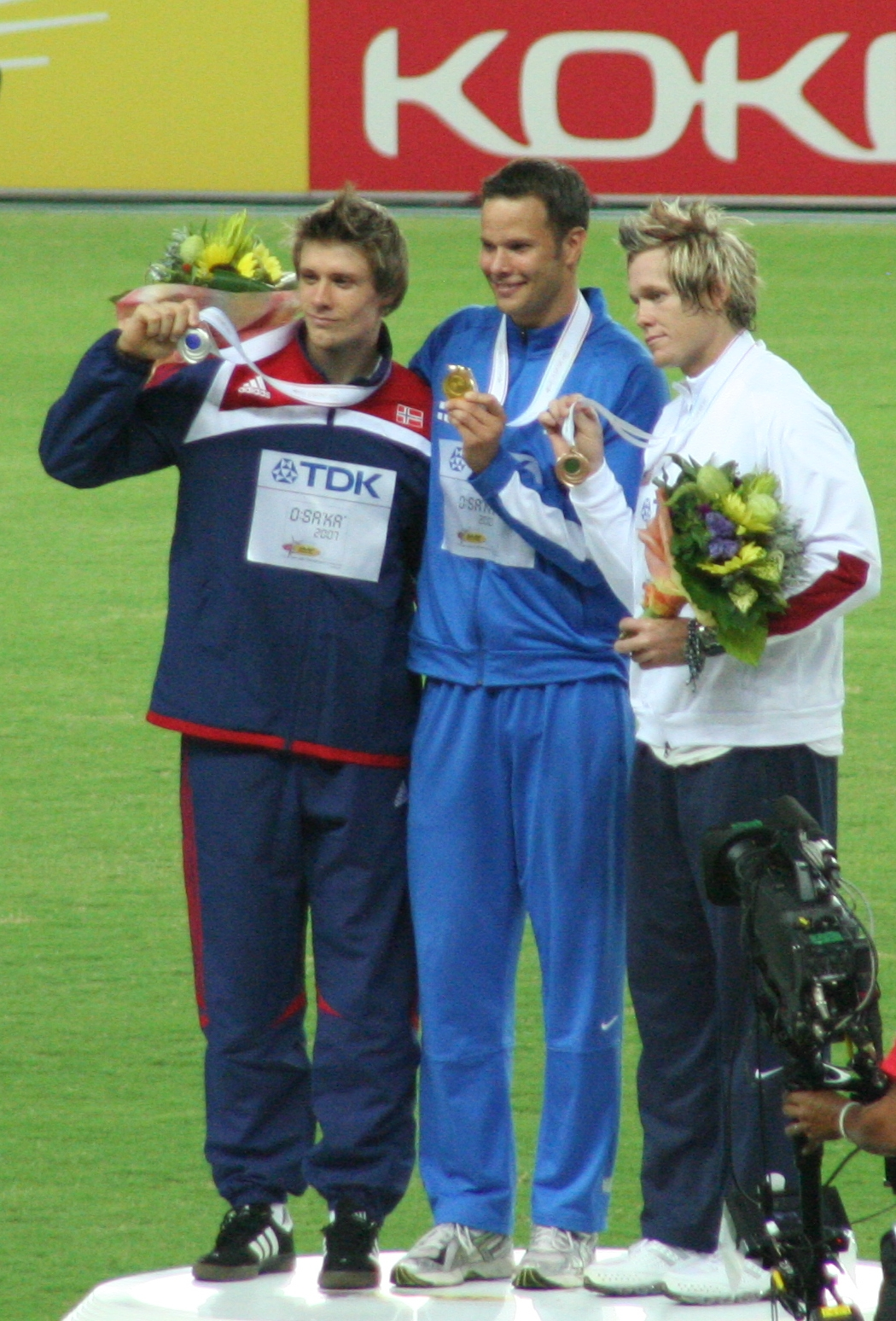
نفرات برتر پرتاب نیزه مردام

| رتبه  | کشور                | طلا | نقره | برنز | مجموع |
| ۱     | ایالات متحده آمریکا | ۱۴  | ۴    | ۸    | ۲۶    |
| ۲     | کنیا                | ۵   | ۳    | ۵    | ۱۳    |
| ۳     | روسیه               | ۴   | ۷    | ۳    | ۱۴    |
| ۴     | اتیوپی              | ۳   | ۱    | ۰    | ۴     |
| ۵     | آلمان               | ۲   | ۲    | ۳    | ۷     |
| ۶     | جمهوری چک           | ۲   | ۱    | ۰    | ۳     |
| ۷     | استرالیا            | ۲   | ۰    | ۰    | ۲     |
| ۸     | جامائیکا            | ۱   | ۶    | ۳    | ۱۰    |
| ۹     | باهاما              | ۱   | ۲    | ۰    | ۳     |
| ۹     | کوبا                | ۱   | ۲    | ۰    | ۳     |
| ۱۱    | بریتانیای کبیر      | ۱   | ۱    | ۳    | ۵     |
| ۱۲    | بلاروس              | ۱   | ۱    | ۱    | ۳     |
| ۱۲    | چین                 | ۱   | ۱    | ۱    | ۳     |
| ۱۴    | بحرین               | ۱   | ۱    | ۰    | ۲     |
| ۱۵    | کرواسی              | ۱   | ۰    | ۰    | ۱     |
| ۱۵    | اکوادور             | ۱   | ۰    | ۰    | ۱     |
| ۱۵    | استونی              | ۱   | ۰    | ۰    | ۱     |
| ۱۵    | فنلاند              | ۱   | ۰    | ۰    | ۱     |
| ۱۵    | نیوزیلند            | ۱   | ۰    | ۰    | ۱     |
| ۱۵    | پاناما              | ۱   | ۰    | ۰    | ۱     |
| ۱۵    | پرتغال              | ۱   | ۰    | ۰    | ۱     |
| ۱۵    | سوئد                | ۱   | ۰    | ۰    | ۱     |
| ۲۳    | ایتالیا             | ۰   | ۲    | ۱    | ۳     |
| ۲۴    | کانادا              | ۰   | ۲    | ۰    | ۲     |
| ۲۴    | فرانسه              | ۰   | ۲    | ۰    | ۲     |
| ۲۴    | اوکراین             | ۰   | ۲    | ۰    | ۲     |
| ۲۷    | اسپانیا             | ۰   | ۱    | ۲    | ۳     |
| ۲۸    | برزیل               | ۰   | ۱    | ۰    | ۱     |
| ۲۸    | جمهوری دومینیکن     | ۰   | ۱    | ۰    | ۱     |
| ۲۸    | مراکش               | ۰   | ۱    | ۰    | ۱     |
| ۲۸    | نروژ                | ۰   | ۱    | ۰    | ۱     |
| ۲۸    | قطر                 | ۰   | ۱    | ۰    | ۱     |
| ۲۸    | اسلوونی             | ۰   | ۱    | ۰    | ۱     |
| ۲۸    | ترکیه               | ۰   | ۱    | ۰    | ۱     |
| ۳۵    | لهستان              | ۰   | ۰    | ۳    | ۳     |
| ۳۶    | بلژیک               | ۰   | ۰    | ۱    | ۱     |
| ۳۶    | بلغارستان           | ۰   | ۰    | ۱    | ۱     |
| ۳۶    | قبرس                | ۰   | ۰    | ۱    | ۱     |
| ۳۶    | یونان               | ۰   | ۰    | ۱    | ۱     |
| ۳۶    | ژاپن                | ۰   | ۰    | ۱    | ۱     |
| ۳۶    | قزاقستان            | ۰   | ۰    | ۱    | ۱     |
| ۳۶    | هلند                | ۰   | ۰    | ۱    | ۱     |
| ۳۶    | رومانی              | ۰   | ۰    | ۱    | ۱     |
| ۳۶    | اسلواکی             | ۰   | ۰    | ۱    | ۱     |
| ۳۶    | سری‌لانکا            | ۰   | ۰    | ۱    | ۱     |
| ۳۶    | سوئیس               | ۰   | ۰    | ۱    | ۱     |
| ۳۶    | تونس                | ۰   | ۰    | ۱    | ۱     |
| ۳۶    | اوگاندا             | ۰   | ۰    | ۱    | ۱     |
| مجموع | مجموع               | ۴۷  | ۴۸   | ۴۶   | ۱۴۱   |